# جرترود
جرترود (بالألمانية: Gertrud) رواية فلسفية من تأليف الروائي الألماني هرمان هيسه، نُشرت للمرة الأولى في عام 1910. يعرض هيسه في الرواية نظرة البرجوازية عن العبقرية، ويتعرض لموضوع موسيقي، حيث يرى في الموسيقى محفز يتجاوز المرض والمعوقات ليدفع بالإنسان للصمود ومواجهة الحياة، ويرى في العاهات والمرض والزهد عامل يشجع على الإنتاج الموسيقي والفني. تأثر هيسه في كتابة الرواية مثل غيرها من العديد من أعماله بفلسفة نيتشه، وبالتحديد تأثر بعمل نيتشه «مولد مأساة».

## الخلفية
أنهى هيسه مخطوط الرواية في صيف 1910، بعد فترة من المرض والقلق والعزلة دفعته إلى تأمُّل أثر الألم الجسدي والنفسي في إنتاج الفن. صرّح هيسه لاحقًا أن حادث بتر ساق صديق طفولته كان الشرارة الأولى لتخيل شخصية كونراد هالدير، وأن افتتانه بالأوبرا الألمانية—ولا سيما أعمال فاغنر—جعله يختار الموسيقى إطارًا دراميًّا للرواية.

## ملخص الحبكة
يروي كونراد هالدير مذكراته بعد أن صار مؤلف أوبرا ذا صيت، عائدًا بذاكرته إلى إصابة شبابه التي أدت إلى بتر ساقه، ثم إلى تعرفه بصديقه المغني كارزمي هاينريش مونتفيراتي. يقع هالدير ومونتفيراتي في حب جرترود إيمهوف، مغنية رقيقة من عائلة ثرية. تختار جرترود الزواج من مونتفيراتي، لكن طبيعته الاندفاعية تُحوِّل علاقتهما إلى سلسلة من الأزمات. يراقب هالدير المأساة عن بُعد، ويحوِّل ألمه وغَيْرته إلى عمل أوبرالي يراه النقاد ذروة إنجازه الفني. تنتهي الرواية باعتراف هالدير بأن الفن الذي خلَّفه يفوق في أهميته أي سعادة شخصية كان قد طمح إليها.

## الشخصيات
تمثل شخصيات جرترود نماذج رمزية لصراع الفن بين النظام والفوضى، والعقل والعاطفة.
- كونراد هالدير (Konrad Halm): الراوي المبتور الساق، فنانٌ تأمليٌّ يجسد المبدأ «الأبولّوني» لنيتشه—النظام، العقل، الانضباط. إصابته رمزٌ لشرخ وجودي يحوِّله إلى مصدر إلهامٍ موسيقيّ، فيحوِّل مآسيه الخاصة إلى أوبرا خالدة.[6]

- هاينريش مونتفيراتي (Heinrich Muoth): مغنٍ مشهور وموهوب يجسِّد «الديونيزوسي»—الاندفاع، الغريزة، الفوضى. رغم جاذبيته، فإن سلوكه المدمر يودي بعلاقته مع جرترود ويغدو حافزًا لهالدير كي يصوغ فنه.[5]

- جرترود إيمهوف (Gertrud Imhof): محور المثلث، تحملُ في آنٍ واحد جاذبية الملهمة وأزمة المرأة التي تتمزق بين القلب والعقل. تُصوَّر بوصفها «بياتريس» هيسه؛ هدفًا روحيا أكثر منه شريكًا واقعيًا، ما يجعلها بؤرة الجمال المأساوي في الرواية.[7]

- إريكا: صديقة وفيّة لهالدير، تعكس صورة الاتزان الأخلاقي الذي يفتقده أبطال الرواية الرئيسيون.

## الموضوعات والأفكار الفلسفية
المعاناة شرط للإبداع حيث يرى هيسه، متابعًا خطى نيتشه، أن الألم ليس عقبة أمام الفن بل قوامه الداخلي؛ فإصابة هالدير وعجزه العاطفي يصيران مادةً أوبرالية تُخلِّد التجربة الفردية.
الجمال المأساوي حيث تحوِّل الرواية الانكسار إلى جمالٍ يتجاوز الأخلاق اليومية، في حين يخلق التوتر بين الأمل واليأس إحساسًا أسمى أطلق عليه نيتشه «الحكمة المأساوية».
الثنائية الديونيزوسية/الأبولّونية فنجد مونتفيراتي يُجسِّد قوةَ الفوضى الحية، فيما يجسِّد هالدير العقلَ والقياس. ومن جدلهما تولد الأوبرا—العمل الفني الذي يوحِّد النقيضين.

## الأسلوب
يكتب هيسه بنبرة اعترافية، تعتمد على جمل طويلة غنية بالاستعارات الموسيقية والفلسفية. السرد بضمير المتكلم يُقحم القارئ في باطن الراوي، بينما يسمح البناء غير الخطيّ لذكريات هالدير بخلق إيقاع يشبه «ليِّة» لحنٍ أوبراليّ يعيد تكرار الثيمات بتعديلات طفيفة. كما نستشف التأثيرات النيتشوية واضحة حيث تستعير جرترود مصطلحات نيتشه مباشرةً، فتستخدم ثنائية ديونيزوس/أبولون إطارًا لتحليل دوافع الفن، وتُجسِّد «المأساة» باعتبارها ذروةً جماليةً تتولد من اصطدام الفرد بالمطلق. يرى بعض النقاد أن هذه الرواية هي أقرب أعمال هيسه إلى قلب نيتشه من حيث الفكرة والبنية.

## الاستقبال النقدي
عند صدورها، تلقّت الرواية مراجعات متباينة؛ امتدحها الناقد آرثر إيلزر لرصانتها الفكرية، بينما رأى فيها آخرون عملاً «منعزلًا» يفتقر إلى حيوية أعمال هيسه اللاحقة. أُعيد الاهتمام بها أواسط القرن العشرين مع ازدهار النقد النفسي والوجودي، فاعتُبِرت مقدمة للثيمات التي ستبلغ ذروتها في دميان وسدهارتا. اليوم تُدرَّس الرواية في أقسام الأدب الألماني المقارن كنموذج لأدب الاعترافات الفنية المبكرة.

## الترجمات والتأثيرات العالمية
تُرجمت جرترود إلى الإنجليزية (هِلدا روسنر، 1956)، والفرنسية (Bernard Péchard، 1962)، والعربية في أكثر من طبعة، أبرزها نسخة نبيل الحفار (1989) ونسخة علي بدر (2014). تركت الرواية أثرًا في الخطاب الفلسفي حول «الفنان المأساوي»، كما اقتبستها فرَق مسرحية لتقديم أوبرات تجريبية تستند إلى حكاية هالدير.كما قدّمها المخرج الألماني توماس أوسترماير مسرحية موسيقية مقتبسة عام 2003 في برلين.
كما وظّف عالم النفس كارل غروسر أحداث الرواية لدراسة العلاقة بين الفقد والإبداع في بحثٍ منشور سنة 2010.كما أشار الموسيقار السويسري بيتر شتاينر إلى جرترود مصدرَ إلهامٍ لسيمفونيته الثالثة (2019).

## وصلات خارجية
- جرترود، على كتب جوجل.
- جرترود، على أرشيف الإنترنت.
- جرترود، على الفهرس العالمي.
- جرترود، على موقع أمازون.
- جرترود، على جود ريدز.
- جرترود، على مكتبة جامعة هارفارد.